# Kenny Satterfield
Kenny Satterfield, né le 10 avril 1981, à New York, dans l'État de New York, est un ancien joueur de basket-ball américain. Il évolue durant sa carrière au poste de meneur.

## Palmarès
- McDonald's All-American 1999